# Jörg Luther
Jörg Luther (Marburgo, 26 settembre 1959 – Torino, 3 marzo 2020) è stato un giurista tedesco.

## Biografia
Professore ordinario di istituzioni di diritto pubblico presso l'Università del Piemonte Orientale, Luther si laurea in giurisprudenza nel 1983 dopo aver studiato all'Università di Gottinga. Nel 1989 diventa avvocato ed esercita la professione presso il Tribunale di Francoforte fino al 1996, iniziando a collaborare con il Servizio studi della Corte costituzionale italiana. Come allievo di Christoph Link e Peter Haeberle in Germania e di Gustavo Zagrebelsky in Italia, inizia la carriera universitaria nel 1990, diventando 'Doktor der Rechtswissenschaften' presso la Facoltà di Giurisprudenza di Gottinga e, nel 1992, dottore di ricerca in diritto costituzionale presso l'Università Statale di Milano. Per cinque anni è professore associato alla Facoltà di Giurisprudenza dell'Università di Pisa, dal 2001 è professore prima straordinario, poi ordinario di istituzioni di diritto pubblico presso l'Università del Piemonte Orientale. Dal 2010 tiene anche corsi presso l'Università degli Studi di Torino e dal 2011, è prima coordinatore vicario del dottorato in "Autonomie locali, Servizi pubblici locali e Diritti di cittadinanza" (DRASD) fino al 2013, poi coordinatore del nuovo dottorato in Istituzioni pubbliche, sociali e culturali dell'Università del Piemonte Orientale. Luther è stato inoltre membro del Consiglio giudiziario Piemonte / Valle d'Aosta ed è stato membro eletto della Commissione di Garanzia della Regione Piemonte dal 2008 al 2014. Si è spento a Torino dopo una breve malattia il 3 marzo 2020.      
Membro del Comitato scientifico della Fondazione Antonio Gramsci, dell'Associazione Italiana dei Costituzionalisti e della Vereinigung der Deutschen Staatsrechtslehrer nonché dell'Academic Network on the European Social Charter, Luther è stato autore e curatore di numerose pubblicazioni scientifiche nel campo del diritto costituzionale e del diritto pubblico, tra le quali Il futuro della Costituzione con Gustavo Zagrebelsky e Pier Paolo Portinaro, Einaudi, 1996; Esperienze di giustizia costituzionale con R. Romboli e R. Tarchi, Giappichelli, 2000  I principi fondamentali della Costituzione Italiana, A world of Second Chambers, Giuffré 2006; Europa constituenda, Giappichelli 2007; Constitutional documents of Italy and Malta, De Gruyter, 2010. Nel 2020 è uscita postuma per Aracne Il corso della vita mia, autobiografia scritta negli ultimi cento giorni della sua vita.